# Monorhaphis chuni
Espèce
Synonymes
- Hyalonema fruticosum Schulze, 1893[2]
- Monorhaphis dives Schulze, 1904[2]
- Monorhaphis intermedia Li Jinhe, 1987[2]

Monorhaphis chuni est une espèce d'éponges siliceuses de la famille des Monorhaphididae.

## Description
Monorhaphis chuni est une éponge siliceuse marine. D'une longueur pouvant atteindre 3 m, ce métazoaire sessile possède un corps spongieux de forme cylindrique (jusqu'à 12 cm de diamètre), développé autour d'un spicule (tige siliceuse d'environ 1 cm de section) qui le prolonge et permet une fixation permanente sur le sol marin,.

## Découverte
Dans les années 1870, l'expédition du H.M.S. Challenger, mission d'études océanographiques parcourant tous les océans terrestres, collecte sur les fonds marins divers spécimens d'éponges siliceuses, dont la description est effectuée, plus tard, par Franz Eilhard Schulze, zoologiste et anatomiste allemand, dans l'un des volumes composant le compte rendu scientifique de l'expédition. Au tournant du siècle (1898 - 1899), l'expédition du Valdivia, conduite par le biologiste allemand Carl Chun, permet d'élargir la connaissance des éponges de mer grâce aux nouvelles espèces qu'elle rapporte. Parmi celles-ci, Schulze décrit, en 1904, Monorhaphis chuni — l'épithète spécifique du nom de l'espèce : « chuni », rend hommage à Carl Chun, à l'origine de la découverte de l'holotype, quelques années plus tôt, à 1 644 m de profondeur, au large de la Somalie — et Monorhaphis dives, deux espèces formant le genre Monorhaphis. En 1987, le professeur Jinhe Li de l'institut d'océanologie de l'Académie chinoise des sciences ajoute au genre l'espèce Monorhaphis intermedia, découverte en 1981, au large de l'île japonaise d'Okinawa. Au début des années 2000, les trois espèces sont reconnues comme une seule et même espèce : Monorhaphis chuni,.

## Habitat
Monorhaphis chuni prospère sur les fonds marins, en zone bathyale, de 516 à 1 920 m de profondeur.

## Distribution
Monorhaphis chuni se rencontre dans l'Ouest de l'océan Pacifique (Okinawa, Philippines, Indonésie, Nouvelle-Calédonie) et la partie occidentale de l'océan Indien (côte est africaine, sud-est de la péninsule arabique et Sud de l'Inde).

## Utilisation
Le spicule géant de Monorhaphis chuni est une longue fibre de verre — verre naturel appelé « biosilice » — élaborée par biominéralisation de composés du silicium, puisés dans l'eau de mer. Sa structure composite, solide et flexible, et sa synthèse enzymatique à température ambiante intéressent la recherche biotechnologique,.
En 1986, un spécimen de Monorhaphis chuni, de 2 m de long et pesant 10 kg, est ramassé, à 1 110 m de profondeur, dans l'Est de la mer de Chine méridionale,. Des scientifiques ont évalué l'âge de l'animal à environ 11 000 ans,,. En 2017, l'âge de nouveaux spécimens, collectés en mer de Chine (entre 1 110 et 2 100 m), a été estimé à 17 000 ans, grâce à l'analyse chimique de leur spicule géant, long de plusieurs mètres. Du fait de cette longévité plus que dix fois millénaire, des scientifiques utilisent le spicule géant de Monorhaphis chuni comme « archive paléo-environnementale », couvrant la période géologique de l'Holocène, dont l'ouverture remonte à 11 700 ans. L'étude chimique d'un spicule de Monorhaphis chuni leur permet de dater, sur plusieurs millénaires, les modifications de température et de composition chimique de l’eau de mer, et d'apprécier les changements climatiques,. La durée de vie plurimillénaire de cette éponge de verre marine résulte d'une prolifération cellulaire continue de ses cellules souches totipotentes.